# Hotel Marriott Santiago de Chile
El Boulevard Kennedy Santiago Marriott Hotel es un edificio que alberga una de las cadenas más grandes de hoteles en el mundo: Marriott. Está ubicado en Avenida Kennedy #5741, comuna de Las Condes en Santiago. 
En 2024 es el tercer edificio construido más alto de Chile y fue el más alto entre 1999 y 2009, siendo superado por la Gran Torre Santiago y por la torre Titanium La Portada.

## Arquitectura
- Mide 122.0 metros y tiene 42 pisos.[1][2]

- Cuenta con 22 elevadores (ascensores) de alta velocidad que se mueven a una velocidad de 6,4 metros por segundo.

- Cuenta con 280 habitaciones de lujo.[2]

- El área total del edificio es de 115,500  m².

## Detalles importantes
- Su construcción comenzó en 1997 y finalizó en 1999, con una inversión de U$110,000,000.
- El edificio está anclado con 45 pilotes de acero y hormigón que penetran a una profundidad de 35 metros, el edificio puede soportar un terremoto de +8.0 en la escala de Richter, como el Terremoto del 2010.

- Sus arquitectos fueron: Ugarte, Amunategui y Barreau.

## Datos clave
- Altura: 122.0 metros.
- Área Total: 115,500 metros cuadrados.
- Pisos: 2 niveles subterráneos de estacionamiento y 42 pisos.
- Condición: En uso
- Rango: 	
  - En Santiago de Chile: 2010: 3.º lugar
  - En Latinoamérica: 2010: 55.º lugar